# Tuffi ai III Giochi del Mediterraneo
Le competizioni dei tuffi dei III Giochi del Mediterraneo si sono svolte nel 1959 a Beirut, in Libano. Il programma ha previsto 2 gare, trampolino 3 metri e piattaforma 10 metri, entrambe maschili.

## Podi

### Uomini
| Evento          | Oro               | Perform. | Argento           | Perform. | Bronzo   | Perform. |
| Trampolino 3m   | Ali Mohamed Mohib | 145.432  | Lamberto Mari     | 133.617  | Goosen   | 130.00   |
| Piattaforma 10m | Lamberto Mari     | 125.050  | Ali Mohamed Mohib | 119.650  | Moustafa | 117.900  |

## Medagliere
| Posizione | Paese            |   |   |   | Totale |
| --------- | ---------------- | - | - | - | ------ |
| 1         | Rep. Araba Unita | 1 | 1 | 1 | 3      |
| 2         | Italia           | 1 | 1 | 0 | 2      |
| 3         | Francia          | 0 | 0 | 1 | 1      |
| Totale    | Totale           | 2 | 2 | 2 | 6      |